# Taputimu
Taputimu è un villaggio delle Samoa Americane appartenente alla contea di Tualatai del Distretto occidentale.